# Zygaenosia fumigata
Zygaenosia fumigata là một loài bướm đêm thuộc phân họ Arctiinae, họ Erebidae.